# Карлен, Грегори
Грегори Карлен (род. 30 января 1995, Сьон, Швейцария) — швейцарский футболист, нападающий клуба «Санкт-Галлен».

## Карьера

### Клубная
Грегори является воспитанником «Сьона». 25 октября 2015 года Карлен дебютировал в Швейцарской Суперлиге, выйдя на замену во встрече с «Грассхоппером». Спустя семь минут после выхода на поле нападающий отметился забитым мячом, принёсшим победу его команде.
5 ноября 2015 Грегори провёл первую игру в еврокубках, сыграв со французским «Бордо» в групповом этапе Лиги Европы 2015/16.

### В сборной
Грегори выступал за юношеские и молодёжные сборные Швейцарии. Принимал участие в матчах отборочного турнира к Юношескому чемпионату Европы 2012 и 2014.